# Cancioneiro de Paris
O  Cancioneiro de Paris (também conhecido por Cancioneiro musical Masson 56 e Cancioneiro de l'École Supérieure de Beaux-Arts de Paris) é um dos quatro cancioneiros portugueses do século XVI que chegaram até nós. Os outros três são: o Cancioneiro de Lisboa, o Cancioneiro de Belém e o Cancioneiro de Elvas. É uma importante fonte de música secular do Renascimento na Península Ibérica e o maior da música renascentista portuguesa.
Encontra-se atualmente na École nationale supérieure des Beaux-Arts em Paris.

## As obras musicais
Contém 130 cantos profanos, sendo vilancicos e cantigas. Deles, 55 obras são polifônicas (a 2, 3 e 4 vozes); as outras 75 obras têm apenas copiada a melodia.
Todas as suas obras são anônimas, mas conhece-se que algumas delas foram elaboradas pelo compositor português Pedro de Escobar.

| Nº    | Obra                                 | Compositor         | Texto                          | Género     | Concordâncias |
| ----- | ------------------------------------ | ------------------ | ------------------------------ | ---------- | ------------- |
| 1     | Ay que biviemdo no byvo              | Anónimo            | Garci Sánchez de Badajoz       | vilancico  |               |
| 2     | Quiem pudiese e quiem hiziese        | Anónimo            | Anónimo                        | vilancico  |               |
| 3     | Biem podera my desvemtura            | Anónimo            | Anónimo                        | vilancico  |               |
| 4     | Quyem te hizo Juam pastor            | Anónimo            | Garci Sánchez de Badajoz       | vilancico  | CMP           |
| 5     | Quien por veros pena y muere         | Anónimo            | Anónimo                        | vilancico  | CME, FIP      |
| 6     | Mya fee Gil                          | Anónimo            | Anónimo                        | cantiga    |               |
| 7     | De linda serrana                     | Anónimo            | Anónimo                        | vilancico  |               |
| 8     | Secaromme los pesares                | Pedro de Escobar   | Garci Sánchez de Badajoz       | vilancico  | CME, CML, CMP |
| 9     | Toda my vida os ame                  | Anónimo            | Anónimo                        | vilancico  |               |
| 10    | Perdi esperamça                      | Anónimo            | Anónimo                        | vilancico  | CME           |
| 11    | Despierta triste pastor              | Anónimo            | Anónimo                        | vilancico  |               |
| 12    | Todos vienen de la vella             | Anónimo            | Anónimo                        | vilancico  | PAD           |
| 13    | Mienga la del boscal                 | Anónimo            | Anónimo                        | vilancico  | CMP           |
| 14    | Se cuidaes que sois senhora          | Anónimo            | Anónimo                        | vilancico  |               |
| 15    | Pues que veros fue ocasion           | Anónimo            | Anónimo                        | vilancico  |               |
| 16    | Adonde tienes las mentes             | Anónimo            | Anónimo                        | vilancico  | CMP           |
| 17    | Ja no quiero ser pastor              | Anónimo            | Anónimo                        | cantiga    |               |
| 18    | Senhora quem vos disser              | Anónimo            | Anónimo                        | cantiga    |               |
| 19    | Se me a mym não casão                | Anónimo            | Anónimo                        | cantiga    |               |
| 20    | Lo que queda es lo seguro            | Pedro de Escobar   | Garci Sánchez de Badajoz       | vilancico  | CME, CMP, FLO |
| 21    | Domde estaa tu galhardia             | Anónimo            | Anónimo                        | vilancico  | CMP           |
| 22    | Para que me daõ tormento             | Antonio de Velasco | Anónimo                        | cantiga    |               |
| 23    | Sola rama ninha                      | Anónimo            | Anónimo                        | cantiga    |               |
| 24    | Lagrimas de saudade                  | Anónimo            | Anónimo                        | vilancico  |               |
| 25    | Ay Santa Marya                       | Anónimo            | Anónimo                        | vilancico  | CMP           |
| 26    | Partir naõ matrevo                   | Anónimo            | Anónimo                        | cantiga    |               |
| 27    | En toda la trasmontanha              | Anónimo            | Anónimo                        | cantiga    |               |
| 28    | El dollor que estaa secreto          | Anónimo            | Anónimo                        | vilancico  |               |
| 29    | Se my anima estaa con vos            | Anónimo            | Anónimo                        | vilancico  |               |
| 30    | Zagaleja de lo verde                 | Anónimo            | Anónimo                        | cantiga    |               |
| 31    | Quero mir my madre                   | Anónimo            | Anónimo                        | cantiga    |               |
| 32    | Senhora pois soes fermosa            | Anónimo            | Cristóvão Falcão               | vilancico  |               |
| 33    | Dime tu señora                       | Anónimo            | Anónimo                        | cantiga    |               |
| 34    | Oigaõ todos my tormento              | Anónimo            | Anónimo                        | vilancico  | CME           |
| 35    | Lhove a menudo                       | Anónimo            | Anónimo                        | cantiga    |               |
| 36    | Tardasses amor tardasses             | Anónimo            | Anónimo                        | vilancico  |               |
| 37    | Como se podera partir                | Anónimo            | Lope de Estúñiga               | vilancico  |               |
| 38    | Amor loco amor loco                  | Anónimo            | Anónimo                        | vilancico  |               |
| 39    | Dexe de ser amador                   | Anónimo            | Anónimo                        | cantiga    |               |
| 40    | Penar io por vos señora              | Anónimo            | Anónimo                        | vilancico  |               |
| 41    | Ledo rrosto me verão                 | Anónimo            | Anónimo                        | vilancico  |               |
| 42    | A partida que me aparta              | Anónimo            | Anónimo                        | vilancico  |               |
| 43    | La zorrilha con el galho             | Anónimo            | Anónimo                        | vilancico  | CMP           |
| 44    | Ado bueno por aqui                   | Anónimo            | Anónimo                        | cantiga    |               |
| 45    | Vida da mynha alma                   | Anónimo            | Pedro de Andrade Caminha       | cantiga    |               |
| 46    | Vemtura sim alegria                  | Anónimo            | Anónimo                        | vilancico  |               |
| 47    | Otro biem si a vos no temgo          | Anónimo            | Anónimo                        | vilancico  | CMP           |
| 48    | Triste vida vivyre                   | Anónimo            | Anónimo                        | vilancico  |               |
| 49    | De la dulçe my enemyga               | Gabriel Mena       | Anónimo                        | vilancico  | CMP           |
| 50    | Guavylaõ gavylaõ bramco              | Anónimo            | Anónimo                        | vilancico  |               |
| 51    | No val das mais belas                | Anónimo            | Anónimo                        | cantiga    |               |
| 52    | La terryble pena mya                 | Anónimo            | Anónimo                        | cantiga    | CPV           |
| 53    | Soy garredica                        | Anónimo            | Anónimo                        | vilancico  |               |
| 54    | Dexaldos my madre                    | Anónimo            | Anónimo                        | cantiga    |               |
| 55    | Quem me ora dera                     | Anónimo            | Anónimo                        | ensalada   |               |
| 56    | Pemsamdo que se acabava              | Anónimo            | Anónimo                        | vilancico  |               |
| 57    | Haze amar i no es amor               | Anónimo            | Anónimo                        | vilancico  |               |
| 58    | Que semtis coraçom mio               | Anónimo            | Comendador Escrivá             | vilancico  | CME           |
| 59    | Porque lhoras moro                   | Anónimo            | Anónimo                        | cantiga    |               |
| 60    | A pelayo que desmayo                 | Pedro Juan Aldomar | Anónimo                        | vilancico  | CMP           |
| 61    | Nunca crei que la muerte             | Anónimo            | Anónimo                        | vilancico  |               |
| 62    | No lhores pastor amigo               | Anónimo            | Anónimo                        | cantiga    |               |
| 63    | (Instrumental)                       | Anónimo            | Anónimo                        |            |               |
| 64    | Tu me digas alma mia                 | Anónimo            | Anónimo                        | cantiga    |               |
| 65    | Ysabel y mas maria                   | Anónimo            | Anónimo                        | cantiga    |               |
| 66    | Quien tal noche pierde el seso       | Anónimo            | Anónimo                        | vilancico  |               |
| 66(b) | A la gala                            | Anónimo            | Anónimo                        | cantiga    |               |
| 67    | Los braços traigo camsados           | Francisco Millán?  | Anónimo                        | cantiga    | CMP           |
| 68    | Mis arreios son las armas            | Anónimo            | Anónimo                        | romance    |               |
| 69    | Buem comde Fernão Gomçalvẽz          | Anónimo            | Anónimo                        | romance    |               |
| 70    | Io mestamdo em Coimbra               | Anónimo            | Anónimo                        | romance    |               |
| 71    | Por aquel postigo viejo              | Anónimo            | Anónimo                        | romance    |               |
| 72    | Riberas del Duero arriba             | Anónimo            | Anónimo                        | romance    |               |
| 73    | Dalha den cima del cielo             | Anónimo            | Anónimo                        | cantiga    |               |
| 74    | Quan Baxo aposentas                  | Anónimo            | Anónimo                        | cantiga    |               |
| 75    | Senhora del mundo                    | Anónimo            | Anónimo                        | vilancico  |               |
| 77    | O gloriosa domina                    | Anónimo            | Venâncio Fortunato             | motete     |               |
| 78    | Esta trabalhosa vida                 | Anónimo            | Anónimo                        | vilancico  |               |
| 79    | Mis sospiros despertad               | Anónimo            | Anónimo                        |            |               |
| 80    | Ha ia sofrido tamto el alma mia      | Anónimo            | Anónimo                        | cantiga    |               |
| 81    | No piemsen que adacabar              | Anónimo            | Anónimo                        | vilancico  | CME           |
| 82    | De mi ventura quexoso                | Anónimo            | Anónimo                        | cantiga    |               |
| 83    | Um nuevo dolor me mata               | Anónimo            | Anónimo                        | madrigal   |               |
| 84    | Señora aumque no os miro             | Anónimo            | Anónimo                        | cantiga    | CME           |
| 85    | De vos e de mim quexoso              | Anónimo            | Anónimo                        | cantiga    | CME           |
| 86    | Mi querer tanto os quiere            | Anónimo            | Anónimo                        | cantiga    |               |
| 87    | Vos señora a maltratarme             | Anónimo            | Anónimo                        | vilancico  |               |
| 88    | Desque io te vi Joanilha             | Anónimo            | Anónimo                        | vilancico  |               |
| 89    | Dipues vienes delhaldea              | Anónimo            | Anónimo                        | vilancico  |               |
| 90    | Como pasare la sierra                | Anónimo            | Anónimo                        | vilancico  |               |
| 91    | Yo sonhava que me ablava             | Anónimo            | Anónimo                        | vilancico  |               |
| 92    | Amtonilha es desposada               | Anónimo            | Anónimo                        | vilancico  | CME           |
| 93    | Pois tudo tam pouco dura             | Anónimo            | Cristóvão Falcão               | cantiga    |               |
| 94    | Soy serranica                        | Anónimo            | Anónimo                        | vilancico  |               |
| 95    | Quiem viese aquel dia                | Anónimo            | Anónimo                        | cantiga    |               |
| 96    | Minina dos olhos verdes              | Anónimo            | Anónimo                        | vilancico  |               |
| 98    | Ya nam quero ser pastora             | Anónimo            | Anónimo                        | vilancico  |               |
| 99    | Em vida de tamtos danos              | Anónimo            | Anónimo                        | vilancico  |               |
| 100   | Nam vos acabeis tam çedo             | Anónimo            | Trozilho e Anónimo             | cantiga    |               |
| 101   | Nom amades tam aborrido              | Anónimo            | Anónimo                        | cantiga    | CME           |
| 102   | Domdesta tu galhardia                | Anónimo            | Anónimo                        | cantiga    | CMP           |
| 103   | Ai dolor quão mal me tratas          | Anónimo            | Anónimo                        | vilancico  |               |
| 104   | Bem sei que minha tristura           | Anónimo            | Anónimo                        | vilancico  |               |
| 105   | Já não poso ser comtente             | Anónimo            | Maria de Portugal e Anónimo    | cantiga    |               |
| 106   | Yo tacomsejo pascual                 | Anónimo            | Anónimo                        | vilancico  | CME           |
| 107   | Quem quiser comprar huma vida        | Anónimo            | Anónimo                        | vilancico  |               |
| 108   | Quien te hizo Juam pastor            | Anónimo            | Garci Sánchez de Badajoz       | vilancico  | CMP           |
| 109   | Pemsamdo que se acabava              | Anónimo            | Anónimo                        | vilancico  |               |
| 110   | Despues que pasaste el rrio          | Anónimo            | Anónimo                        | cantiga    |               |
| 111   | Nam mespamto ja de não               | Anónimo            | Anónimo                        | vilancico  |               |
| 112   | Quero mir morar al monte             | Anónimo            | Luís Álvares Pereira e Anónimo | vilancico  |               |
| 113   | Adomdestas alma mia                  | Anónimo            | Anónimo                        | vilancico  | CME           |
| 114   | Quamto tempo trabalhei               | Anónimo            | Anónimo                        | cantiga    |               |
| 115   | Ya morio todo el prazer              | Anónimo            | Anónimo                        | vilancico  |               |
| 116   | Do vosso bem querer senhora          | Anónimo            | Anónimo                        | vilancico  |               |
| 117   | Olhos que amdais agravados           | Anónimo            | Anónimo                        | cantiga    | CPO           |
| 118   | Levamtese el pemsamento              | Anónimo            | Anónimo                        | cantiga    |               |
| 119   | Foyse gastamdo a esperança           | Anónimo            | João Pinheiro                  | cantiga    |               |
| 120   | Na fomte esta Lianor                 | Anónimo            | Anónimo                        | redondilha |               |
| 121   | Quem não tem conhesimento            | Anónimo            | Anónimo                        | cantiga    |               |
| 122   | (Instrumental)                       | Anónimo            | Anónimo                        |            |               |
| 123   | Que no es sino acydemte              | Anónimo            | Anónimo                        | cantiga    |               |
| 124   | Quanti mercenarii in domo patris mei | Anónimo            | São Lucas, evangelista         | motete     |               |
| 125   | Es naçido dios pastores              | Anónimo            | Anónimo                        |            |               |
| 127   | Non tendes cama bom Jesu não         | Anónimo            | Anónimo                        | vilancico  |               |
| 128   | Como estais Virgem y Madre           | Anónimo            | Anónimo                        |            |               |
| 129   | Dic nobis Maria                      | Anónimo            | Wipo de Borgonha               | motete     |               |
| 131   | Non hallo a mis males culpa          | Anónimo            | João de Meneses                | vilancico  | CG, CPV       |
| 132   | Não tragais borzeguis pretos         | Anónimo            | Anónimo                        | vilancico  |               |
Concordâncias com outros manuscritos:

- [CG] - Cancionero general de Hernando del Castillo (1511)
- [CME] - Cancioneiro Musical de Elvas (P-Em 11793)
- [CML] - Cancioneiro de Lisboa (Cancioneiro Musical da Biblioteca Nacional) (Lisboa, Biblioteca Nacional C.I.C. 60) (P-Lm Res C.I.C. 60)
- [CMP] - Cancioneiro de Palácio (E-Mp 1335)
- [FIP] - Farsa de Inês Pereira (1523)
- [FLO] - Florença, Biblioteca Nazionale Centrale, Magliabechiano 107bis (I-Fm Magl. 107bis)
- [PAD] - Cartapacio de Padilla (Madrid, Biblioteca Nacional, Ms. 1579)
- [CPV] - Cancionero de poesías varias (Madrid, Palácio, Ms 348)
- [CPO] - Cena Policiana de Anrique Lopes

- Wikisource